# 게프하르트 루트비히 힘러
게프하르트 루트비히 힘러(독일어: Gebhard Ludwig Himmler, 1898년 7월 29일~ 1982년 6월 22일)는 나치 독일의 친위대 SS국가지도자 하인리히 힘러의 형이다.
1898년 뮌헨에서 태어났으며 어렸을 때는 그리스어와 라틴어를 배웠고, 제1차 세계 대전 때 전쟁에 참전하기도 했다. 이후 뮌헨 공과대학교에서 농경학을 전공하고 양계장 주인으로 일했다.
나치 정권이 세워진 아래에는 직업학교의 교장으로 근무했으며 나치당에서 일하기도 했다. 1939년 폴란드 침공 당시 그는 전쟁에 참전하기도 했으며, 이후 각종 학교를 돌아다니며 교장으로 일했다. 종전 이후에는 두 동생들이 사망하자 공부 고문으로 일했고 아프가니스탄 학생들을 위한 인턴십을 주선하다 1982년에 사망했다.